# Syskonbarnen eller Hofgunst och Folkgunst

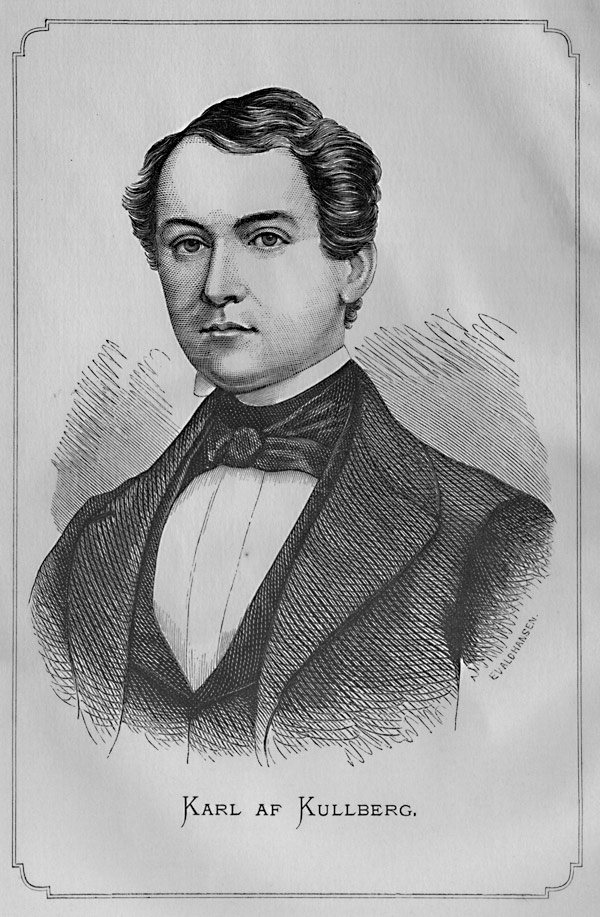
Karl af Kullberg. Träsnitt av Evald Hansen.

Syskonbarnen eller Hofgunst och Folkgunst är en berättelse av Karl Anders af Kullberg. 
Boken publicerades av Östlund & Berling i Norrköping 1846.

## Handling
Huvudpersonerna i berättelsen är de två kusinerna, Sture Engelbrecht och Carl Gustaf Wikingskiöld. De därefter viktigaste personerna är italienaren Giuseppe Sarponi och hans vackra  dotter Olimpia. 
De nämnda kusinerna tillhör familjer av stridiga politiska trosbekännelser och visioner, varför de redan i dopet erhållit namn, som på en gång borde antyda och rikta de skilda politiska banorna, den ene Sture Engelbrecht, den andre Carl Gustaf. Snart visar sig de olika personligheterna hos de båda ynglingarna. Då C.G. väljer att göra sig oersättlig för en enligt honom vida underlägsen minister i både snille och talang, väljer istället S.E. att genom popularitetsjakt uppsvinga sig mot lycka och ära. De båda unga männen saknar ingalunda likheter. Energin och kraften att lyckas i sina företag kommer knappast av någon fosterlandskärlek, utan av äregirighet. Men innan de båda börjar uppträda på den politiska scenen, kommer de i bekantskap med en italiensk familj, en bekantskap som får ett avgörande inflytande på deras framtida öde.
Sarponi är en man, som länge bott i Sverige vid en havskust, där han för ett hemlighetsfullt liv, vilket bland de skrockfulla kustborna gett anledning till de mest sällsamma historier. Han har en ung och mycket vacker dotter, Olimpia, som genom sina behag och sin dans tilldrar sig bygdens blickar. Inte heller Wikingskiöldarna kan förhålla sig likgiltiga inför denna sensuella unga kvinna. Men S.E. blir den lycklige och en hemlig kärleksaffär tar sin början. En kväll följer S.E. med kustbevakningens officerare, för nöje och av nyfikenhet, på en jakt efter smugglare. När en misstänkt last anländer stranden uppstår det en strid varvid S.E. i självförsvar tvingas att döda den som synes vara smugglarnas ledare. Först senare känner han igen den dödes anletsdrag — sin älskarinnas far. Han hemlighåller sin delaktighet i det inträffade för Olimpia som följer S.E. till Stockholm. Hon får snart anställning som förste dansös vid operan och lever ett rikt och underhållande liv tillsammans med sin älskare.
Samtidigt beträder de båda kusinerna sina skilda politiska banor. C.G. stiger allt mer i ministerns gunst genom politiskt skriftställeri och S.E. i folkets genom sitt skönlitterära författarskap. Men Wikingsköldarnas ärelystnad och själviska tävlan visar sig i allt, oaktat deras duglighet och talanger. S.E. stöter sig med katolikerna vilka han skoningslöst angriper och förföljer. C.G. låter sin avundsjuka färga av sig i relationen till sin kusin och hans begär efter Olimpia blir uppenbart. Pater Giordano, katolsk präst i Stockholm och Olimpias biktfader, övertalar henne en dag att S.E. genom sina synder mot kyrkan förverkat sitt liv och befaller henne att med det gift han omtänksamt äger döda sin älskare.
Snart har kusinerna börjat finna missräkning vid sin politik, C.G. kan inte genom ministern, S.E. inte genom folket tillfredsställa sin ärelystnad. Båda börjar förakta dem, för vilkas gunst de hittills gjort sig till slavar. Detta får dem att försona sig med varandra och deras rivalitet försvinner.
Olimpia väljer att lyda pater Giordano efter att hon upptäckt att S.E. är hennes faders baneman. Hon bjuder hem de båda kusinerna Wikingsköld på liten glad måltid, de dricker och skämtar, fastän ett visst allvar inte vill släppa deras sinnen. Lättfärdighet byts snart mot politiska reflektioner och då kusinerna med glasens sammanstötning befäster sin överenskommelse att förfölja katolikerna, fattar Olimpia mod och låter giftet falla i det glas som S.E. dricker ur. Verken av drycken kommer alltför snabbt och Olimpia leder in S.E. i ett annat rum. Utan misstanke tömmer C.G. sin kusins glas och går, kvar hos Olimpia lämnar han sin släkting, som han anser angripen av ett tillfälligt, snart övervunnit illamående. Olimpia blir aldrig föremål för polisens misstankar. Hon fortsätter att dansa, faller alltmer i talang och opinion, blir slutligen uppsagd från operan och dör som katolska församlingens nådehjon.